# Diecezja brneńska
Diecezja brneńska (łac. Dioecesis Brunensis; cz. Diecéze brněnská) – diecezja Kościoła rzymskokatolickiego w metropolii morawskiej w Czechach. Została erygowana 5 grudnia 1777 roku po wydzieleniu 151 parafii diecezji ołomunieckiej (podniesionej do rangi archidiecezji). Patronami diecezji są św. Paweł i św. Piotr. W sposób szczególny na jej obszarze czczona jest także trójka świętych i błogosławionych urodzonych w granicach diecezji: św. Zdzisława, św. Klemens Maria Hofbauer oraz bł. Maria Restytuta Kafka.

## Główne świątynie
- Katedra: Świętych Apostołów Piotra i Pawła w Brnie
- Bazyliki mniejsze:
  - Wniebowzięcia Maryi Panny w Brnie
  - Wniebowzięcia Najświętszej Maryi Panny w Zdziarze nad Sazawą(inne języki)

## Biskupi
- biskup diecezjalny: Pavel Konzbul
- biskup senior: Vojtěch Cikrle